# Regioni della Croazia

Regioni della Croazia

Le regioni (o contee) della Croazia (in croato: županije), dette anche zupanie, costituiscono la suddivisione territoriale di primo livello del Paese e sono pari a 20; ad esse si aggiunge la città (grad) di Zagabria (come "la città con le autorità di regione"/"la città al livello di regione").
Secondo la legge sull'autogoverno locale e territoriale (art. 6), «la regione è l'unità territoriale dell'autogoverno il cui territorio rappresenta un complesso naturale, storico, economico, sociale, di traffico e d'autogoverno, e viene instituta per assicurare lo svolgimento di affari d'interesse territoriale».
I nomi delle singole regioni nella loro versione originale sono caratterizzate dai suffissi -čka e -ska, che contraddistinguono i sostantivi aggettivati: per questo vanno sempre seguiti dalla dizione županija. La traduzione più aderente è pertanto quella aggettivante (es. "regione spalatino-dalmata" anziché "regione di Spalato e della Dalmazia"), ma solo poche regioni hanno un nome pienamente traducibile secondo questa regola.

## Profili istituzionali

### Prerogative
Le regioni croate non hanno autonomia legislativa, ma adottano gli statuti regionali (conformemente a legge particolare) ed emettono i regolamenti (le "delibere"). Possono però applicare tasse (o meglio, il governo nazionale restituisce loro una porzione delle tasse che raccolgono) e dispongono di un budget, anche se non considerevole.
Nell'ambito delle competenze d'autogoverno le regioni svolgono le attività d'interesse territoriale (regionale), in particolare quelle inerenti l'istruzione, la sanità, lo sviluppo economico, la pianificazione e lo sviluppo di una rete d'istituzioni educative, sanitarie, sociali e culturali, le attività finalizzate alla salvaguardia della natura e dell'ambiente, il traffico e la relativa infrastruttura, la manutenzione delle strade pubbliche, il rilascio di permessi di costruzione e d'ubicazione, altri atti concernenti l'edilizia e l'attuazione dei documenti d'assetto territoriale per il territorio delle regioni (ad eccezione delle "grande città" e delle città sedi delle regioni che, secondo le norme stabilite con la legge, svolgono anche attività concernenti la manutenzione delle strade pubbliche e l'edilizia sul territorio della propria competenza); e svolgono altre mansioni conformemente a leggi particolari.
Gli affari che rientrano nell'ambito di competenza d'autogoverno regionale devono essere regolati dalla legge.

### Organi di governo
Le istituzioni regionali sono disciplinate dal Titolo VI della Costituzione croata del 1990 (con le modifiche fino al 2014), dalla Legge sull'autogoverno locale e territoriale (regionale) e dalla Legge sulle elezioni locali.
Ogni regione (županija) è dotata di precisi organi previsti dalla legge:
- l'assemblea regionale (županijska skupština) è un organo di rappresentanza, costituito da membri eletti, per il mandato di quatro anni,  mediante elezioni dirette a suffragio universale (dai cittadini con più di 18 anni) utilizzando il sistema proporzionale con il metodo d'Hondt. È composta da un numero variabile di consiglieri, in funzione del numero di abitanti della regione (31-51).
L'Assemblea emana lo statuto della regione e gli atti generali di competenza regionale, costituisce istituzioni e società il cui fondatore è la regione, emana il bilancio regionale ed esercita altre attribuzioni ad essa demandate dallo statuto della regione. L'Assemblea costituisce comitati, commissioni ed altri organi di lavoro, permanenti e provvisori. L’assemblea regionale ha un presidente e due vicepresidenti, eletti e destituiti tra i suoi membri per il mandato di quattro anni, su proposta di almeno dieci membri.

- Il presidente della regione (župan o zupano)[7] detiene il potere esecutivo a livello regionale. Il presidente della regione e due (o tre) vicepresidenti o sostituti del presidente (zamjenici župana) sono eletti ogni quattro anni mediante voto popolare (suffragio universale e diretto dai cittadini con più di 18 anni, sistema maggioritario con ballottaggio).
Il presidente, detenendo il potere esecutivo al livello regionale, rappresenta la regione, redige le proposte di atti generali, presenta all'approvazione dell'Assemblea il bilancio, gestisce i beni immobili, mobili e i diritti patrimoniali della regione in conformità con le norme di legge dello stato, emana gli ordini per l'attuazione degli atti dell'Assemblea; gestisce, coordina e controlla il lavoro degli organi regionali, consulta regolarmente i sindaci dei comuni e delle città nel territorio della regione, nomina e destituisce gli assessori degli organi amministrativi, emana i regolamenti sull'ordine interno degli organi amministrativi, indirizza l'attività e controlla il lavoro degli organi amministrativi e dei servizi della regione nello svolgimento dei compiti rientranti nelle competenze dell'autogoverno, rispettivamente dei lavori dell'amministrazione statale qualora questi siano stati trasmessi alla regione e svolge altre mansioni di sua competenza, stabilite dalle prescrizioni e dallo statuto.
Il referendum si può indire per destituire il presidente della regione ed i suoi sostituti nei casi e secondo le modalità previsti dalla legge: l'indizione del referendum per la destituzione può essere proposta dal 20% del numero complessivo degli elettori nell'unità nella quale è richiesta la destituzione del presidente della regione e dei suoi sostituti eletti assieme a lui o dall'Assemblea regionale (a maggioranza di due terzi dei membri). La delibera  è emanata se al referendum la maggior parte degli elettori che hanno votato si è espressa a favore, a patto che questa maggioranza rappresenti almeno ⅓ del numero complessivo degli elettori iscritti nel registro degli elettori dell'unità.

- gli assessori (pročelnici), nominati dal presidente della regione in base ad un concorso pubblico, gestiscono gli organi amministrativi (sezioni).

In ciascuna regione il governo centrale è rappresentato da un Ufficio d'amministrazione statale (Ured državne uprave). Il capo dell'Ufficio (predstojnik), nominato dal Governo croato, rappresenta lo Stato sul territorio della regione (nella Città di Zagabria il sindaco è inoltre rappresentante dello Stato). Essi fanno capo al Ministero dell'Amministrazione Pubblica.

## Lista
| Localizzazione | Stemma | Regione                                                                | Capoluogo      | Popolazione (2011) | Superficie (km²) |
| -------------- | ------ | ---------------------------------------------------------------------- | -------------- | ------------------ | ---------------- |
|                |        | Regione di Bjelovar e della Bilogora Bjelovarsko-bilogorska županija   | Bjelovar       | 119 764            | 2 640            |
|                |        | Regione di Brod e della Posavina Brodsko-posavska županija             | Slavonski Brod | 158 575            | 2 030            |
|                |        | Regione raguseo-narentana Dubrovačko-neretvanska županija              | Ragusa         | 122 568            | 1 781            |
|                |        | Regione istriana Istarska županija/Regione istriana                    | Pola/Pisino    | 208 055            | 2 813            |
|                |        | Regione di Karlovac Karlovačka županija                                | Karlovac       | 128 899            | 3 626            |
|                |        | Regione di Koprivnica e Križevci Koprivničko-križevačka županija       | Koprivnica     | 115 584            | 1 748            |
|                |        | Regione di Krapina e dello Zagorje Krapinsko-zagorska županija         | Krapina        | 132 892            | 1 229            |
|                |        | Regione della Lika e di Segna Ličko-senjska županija                   | Gospić         | 50 927             | 5 353            |
|                |        | Regione del Međimurje Međimurska županija                              | Čakovec        | 113 804            | 729              |
|                |        | Regione di Osijek e della Baranja Osječko-baranjska županija           | Osijek         | 305 032            | 4 155            |
|                |        | Regione di Požega e della Slavonia Požeško-slavonska županija          | Požega         | 78 034             | 1 823            |
|                |        | Regione litoraneo-montana Primorsko-goranska županija                  | Fiume          | 296 195            | 3 588            |
|                |        | Regione di Sebenico e Tenin Šibensko-kninska županija                  | Sebenico       | 109 375            | 2 984            |
|                |        | Regione di Sisak e della Moslavina Sisačko-moslavačka županija         | Sisak          | 172 439            | 4 468            |
|                |        | Regione spalatino-dalmata Splitsko-dalmatinska županija                | Spalato        | 454 798            | 4 540            |
|                |        | Regione di Varaždin Varaždinska županija                               | Varaždin       | 175 951            | 1 262            |
|                |        | Regione di Virovitica e della Podravina Virovitičko-podravska županija | Virovitica     | 84 836             | 2 024            |
|                |        | Regione di Vukovar e della Sirmia Vukovarsko-srijemska županija        | Vukovar        | 179 521            | 2 454            |
|                |        | Regione zaratina Zadarska županija                                     | Zara           | 170 017            | 3 646            |
|                |        | Regione di Zagabria Zagrebačka županija                                | Zagabria       | 317 606            | 3 060            |
|                |        | Città di Zagabria Grad Zagreb                                          | -              | 790 017            | 641              |